# Merina
Die drei Millionen Merina bilden den größten Foko Madagaskars. Sie sprechen eine Malayo-Polynesische Sprache und leben im zentralen Hochland um die Hauptstadt Antananarivo im Gebiet des Imerina. Ihre Vorfahren wanderten vom Malaiischen Archipel um die Zeitenwende ein. Bis heute sind die indonesischen Merkmale der Merina sichtbar. Mit etwa 26 % stellen die Merina die größte Gruppe der madagassischen Bevölkerung dar.

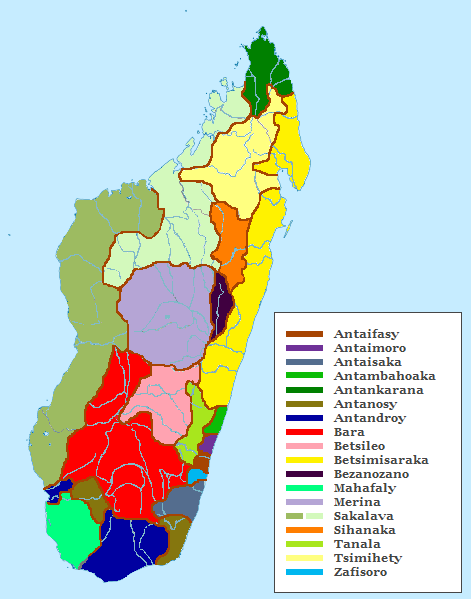
Karte der 18 ethnischen Gruppen der Insel Madagaskar

Wie die meisten Stämme auf Madagaskar praktizieren die Merina einen Synkretismus aus Christentum und traditioneller Religion.
Im späten 18. Jahrhundert gründete Andrianampoinimerina das Königreich Madagaskar. Es erstreckte sich über weite Teile der Insel und wurde von seinen Nachfolgern fortgeführt, bis es 1896 durch die Invasion der Franzosen beendet wurde.